# 1947 en Australie
Chronologie de l'Australie
- 1943
- 1944
- 1945
- 1946
- 1947
- 1948
- 1949
- 1950
- 1951

Cette page concerne les évènements survenus en 1947 en Australie  :

## Événements
- 1er janvier : tempête de grêle à Sydney faisant des centaines de blessés et près d'un million de livres de dégâts.
- 6 février : James McGirr devient gouverneur de la Nouvelle-Galles du Sud à la suite d'élections internes au Parti travailliste.
- 15 mars : Ross McLarty devient gouverneur de l'Australie-Méridionale.
- 1er avril : ouverture du site d'essais de missiles de Woomera.
- 3 mai : Ned Hanlon est maintenu gouverneur du Queensland.
- 5 mai : un accident ferroviaire vers Brisbane fait au moins 16 morts et près de 35 blessés[1].
- 15 juin] au 17 juin : inondations en Tasmanie.
- 30 juin : nationalisation de Qantas.
- 5 août : adhésion au FMI.
- 30 août : instauration de la semaine de 40 heures.
- 8 novembre : Thomas Hollway devient gouverneur du Victoria.
- 18 novembre : ratification du traité du GATT.
- 18 décembre : Robert Cosgrove démissionne du poste de gouverneur de Tasmanie à la suite d'accusation de corruption. Il est remplacé par Edward Brooker.
- 26 décembre : la souveraineté des îles Heard-et-MacDonald est transférée à l'Australie.